# Napoletaner

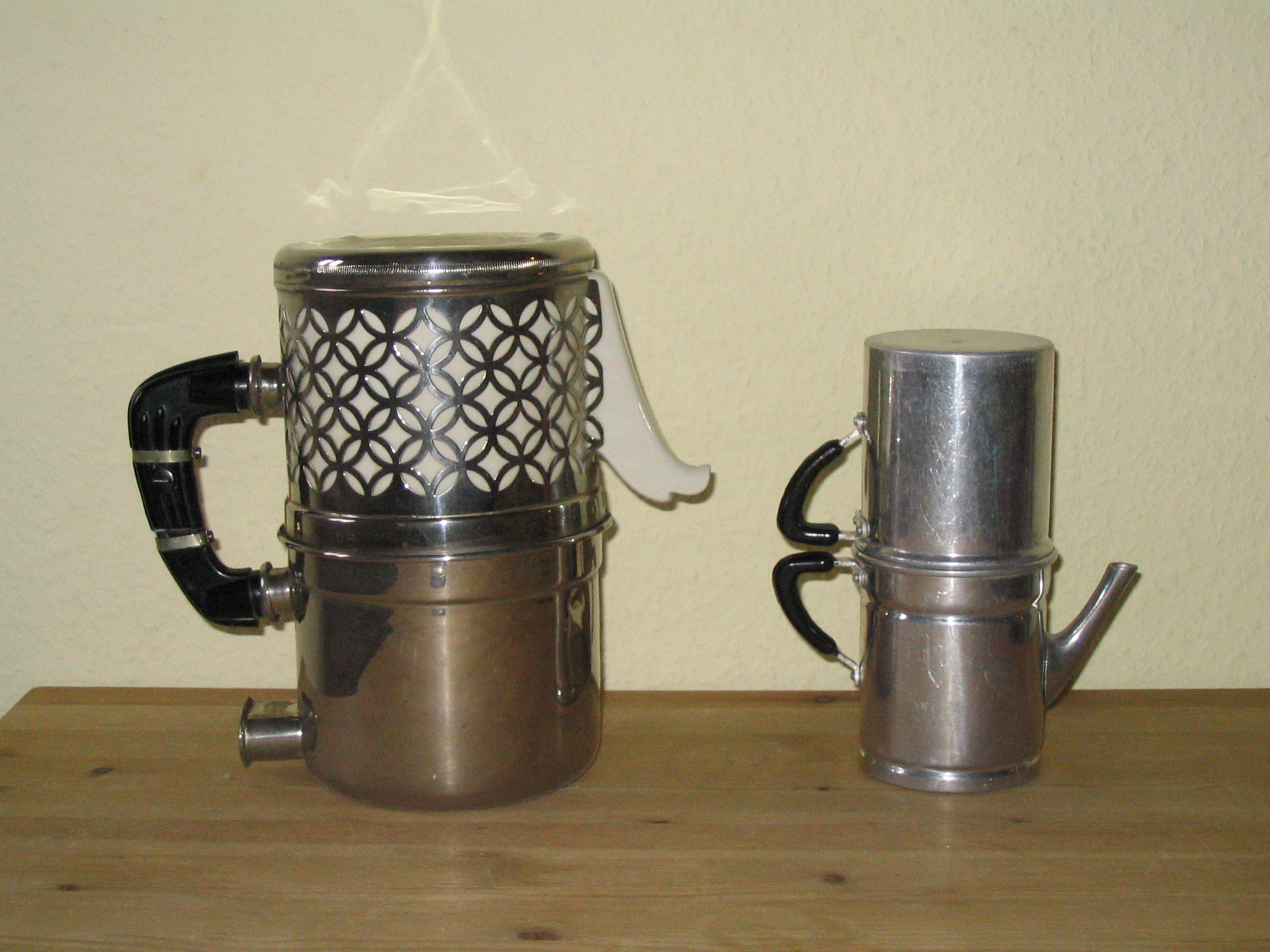
Napoletaner und elektrische Kippkanne

Der Napoletaner ist eine Kaffeekanne mit aufgeschraubtem Wasserbehälter und Kaffeefilter und dient zum Zubereiten und Servieren von Kaffee.

## Funktionsweise
Zum Kaffeekochen dreht man den Apparat auf den Kopf und füllt den Wasserbehälter, schraubt darauf den Filter und die eigentliche Kanne, deren Tülle nun nach unten zeigt. Dann erhitzt man die Kanne. Sobald das Wasser kocht, dreht man sie um und das Wasser tropft durch das Filter.
Einfache Kannen dieser Art waren ursprünglich in Italien sehr verbreitet. Später entstanden Kannen mit integriertem Wassererhitzer.

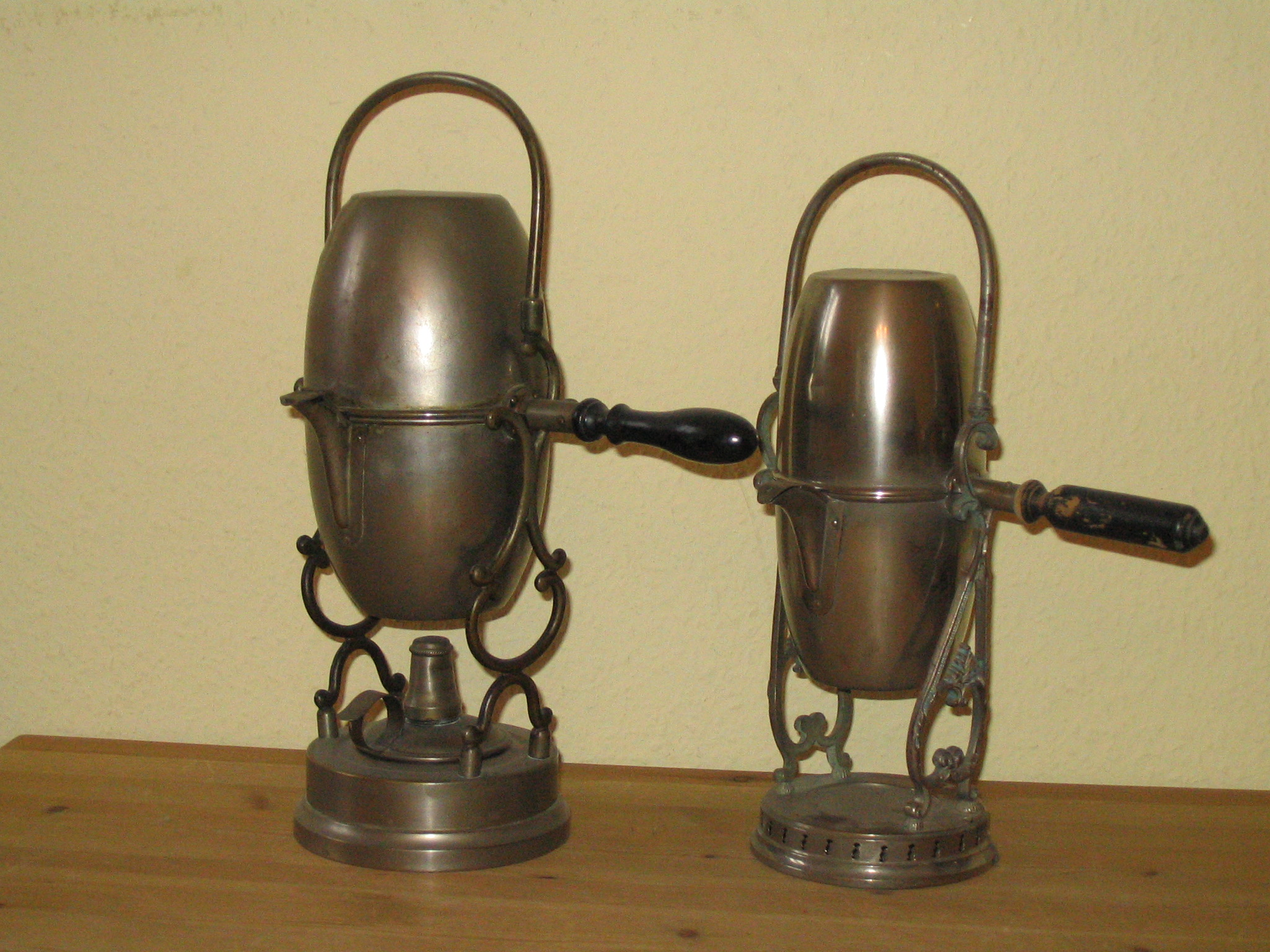
Potsdamer Boiler aus Deutschland um 1880

## Variationen
Nach demselben Prinzip funktionieren auch die fein gearbeiteten Kannen aus dem Ende des 19. Jahrhunderts, die „Russische Eikanne“ oder „Potsdamer Boiler“ genannt wurden. Eine weitere Variante ist die „Arndt'sche Sturzmaschine“. Hierbei erwärmt ein Spirituskocher die schwenkbar an einem Bügel aufgehängte Kanne.

## Historisches
Die drehbare Kanne soll 1819 von einem französischen Zinnschmied mit dem Namen Morize erfunden worden sein.
1979 entwarf der italienische Architekt und Designer Riccardo Dalisi (* 1931) eine Caffettiera napoletana für Alessi. Er experimentierte weiter mit diesem Gerät und wurde 1981 dafür mit dem Compasso d’Oro ausgezeichnet. Dalisi, der sein Atelier in Neapel hatte, stellte bis 1987 zahlreiche Prototypen aus Weißblech her, die sich heute im Alessi-Museum befinden und die in Designausstellungen in aller Weit gezeigt werden.